# Alejandro Francés Torrijos
Alejandro Francés Torrijos (castellà: Alejandro Francés)  (Saragossa, 1 d'agost de 2002) és un futbolista professional aragonès que juga com a defensa al Girona FC de la Primera Divisió.

## Trajectòria
El 17 de desembre de 2019, essent encara jugador del Divisió d'Honor Juvenil, va fer el seu debut amb el primer equip en una victòria per 1-0 contra la Unión Deportiva Socuéllamos, a la Copa del Rei, juntament amb el seu company i debutant Andrés Borge, i va jugar el següent partit que va acabar 3-1 a casa contra l'RCD. Mallorca, també a a la copa.
En quatre temporades amb el Reial Saragossa va disputar un total de 127 partits. Va posar fi a la seva etapa al club el juliol del 2024, quan va ser traspassat al Girona FC.

## Internacional
Francés ha representat la selecció espanyola de futbol sub-17 a la Copa del Món de futbol sub-17 de 2019, on hi va jugar dos partits.